# Evaniella areolata
Evaniella areolata är en stekelart som först beskrevs av August Schletterer 1889.  Evaniella areolata ingår i släktet Evaniella och familjen hungersteklar. Inga underarter finns listade i Catalogue of Life.